# 209374 Sabil
209374 Sabil è un asteroide della fascia principale. Scoperto nel 2004, presenta un'orbita caratterizzata da un semiasse maggiore pari a 2,8636873 au e da un'eccentricità di 0,0174551, inclinata di 1,94208° rispetto all'eclittica.
L'asteroide è dedicato all'astronomo marocchino Mohammed Sabil.